# Anemopsis

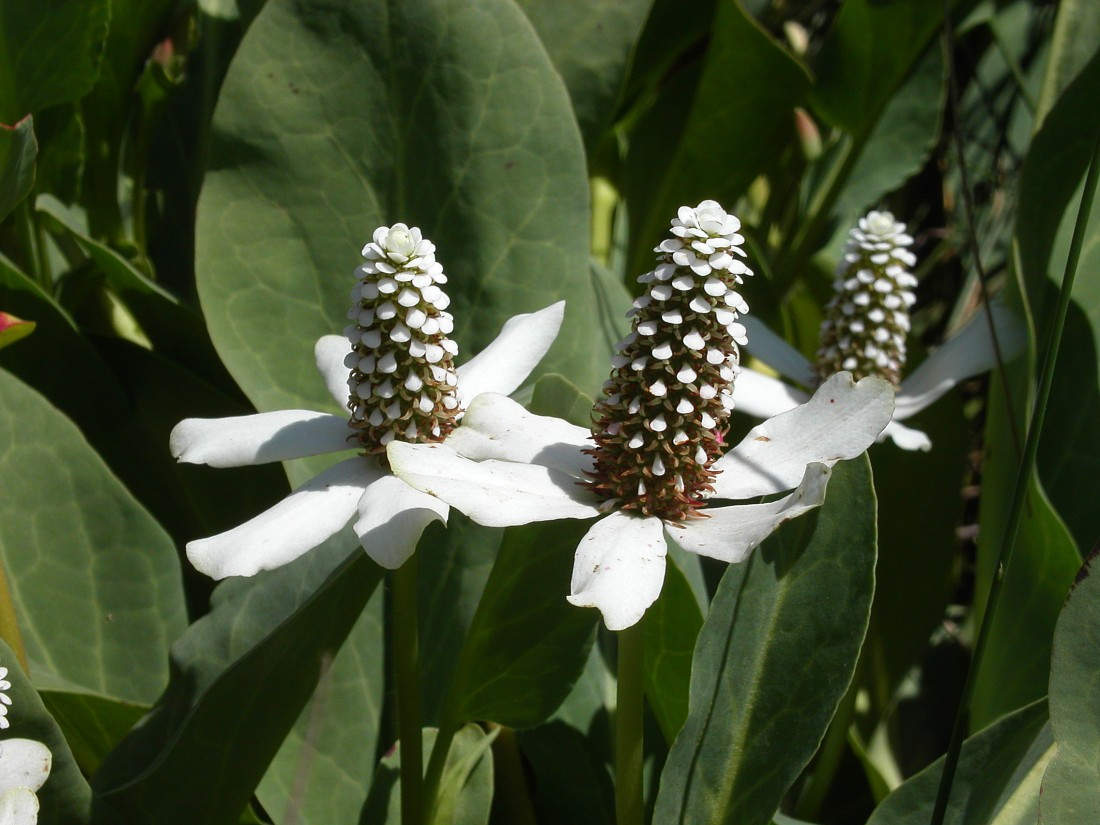
Yerba mansa (inflorescência).

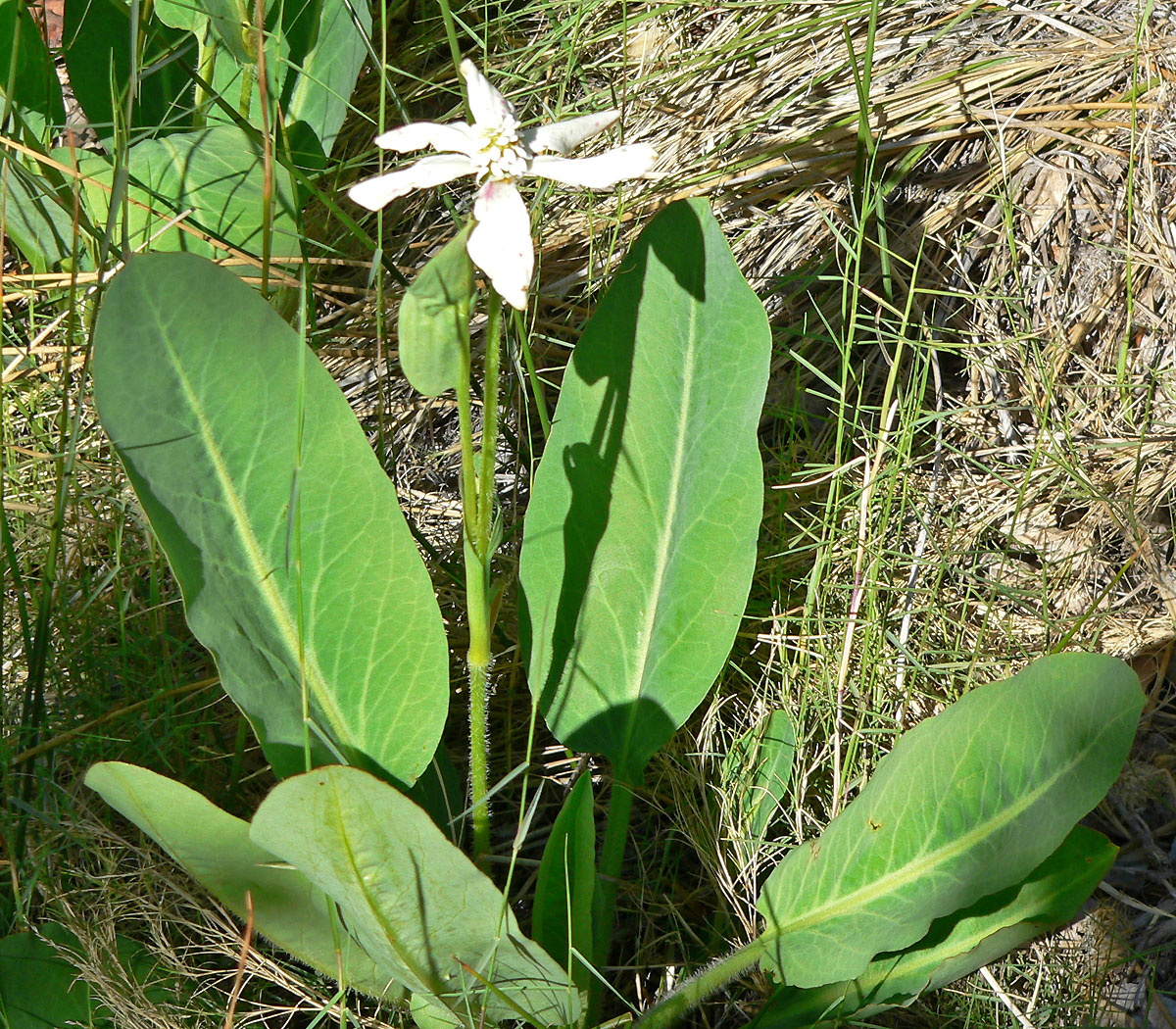
Detalhe da planta.

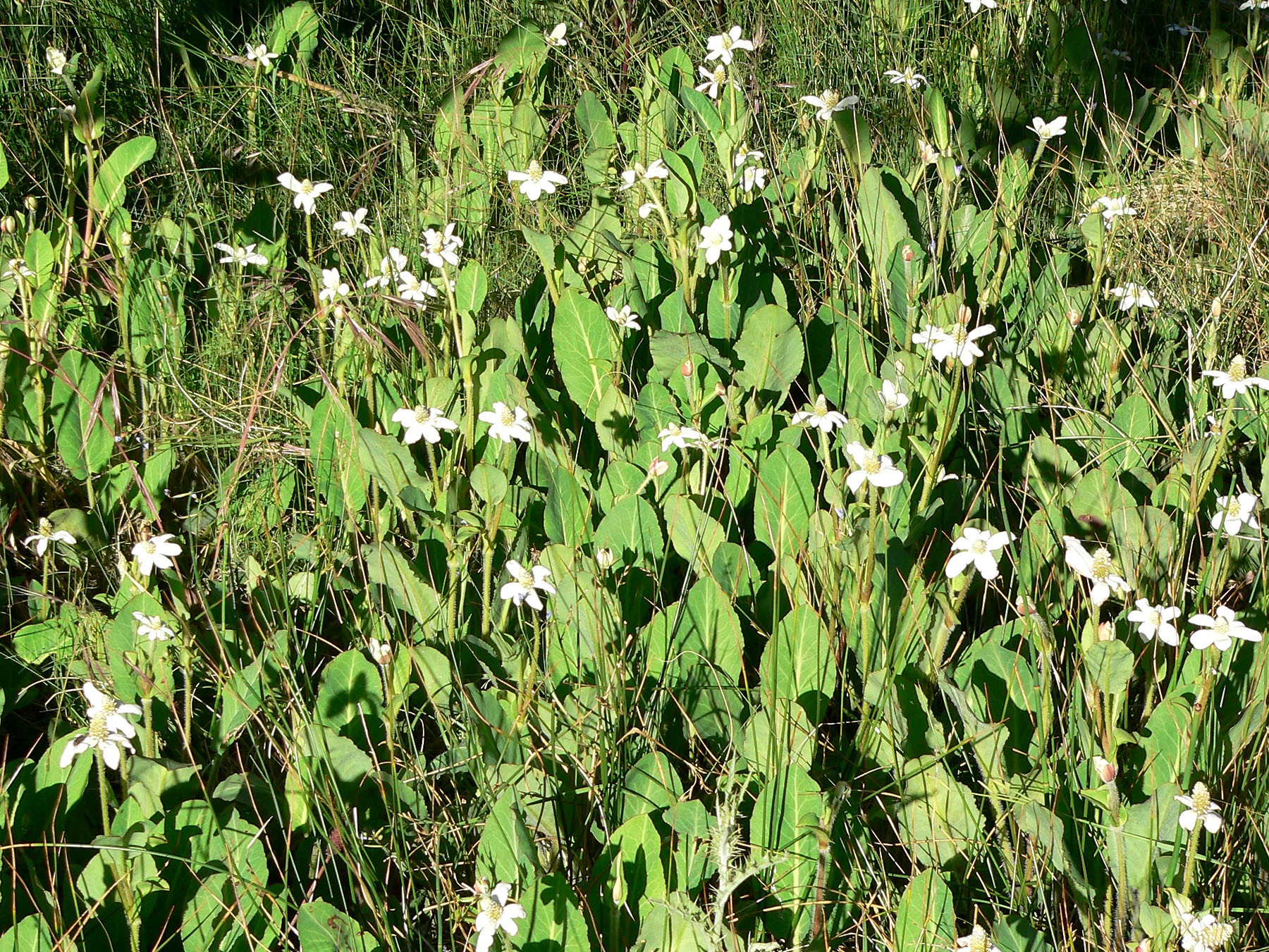
No seu habitat.

Anemopsis é um género monotípico de plantas com flor, pertencente à família das Saururaceae, cuja única espécie validamente descrita é Anemopsis californica, nativa do sudoeste da América do Norte, onde é conhecida pelo nome comum de yerba mansa, uma planta perene que prefere solos muito húmidos ou águas pouco profundas.

## Descrição
Anemopsis californica é uma espécie perene que à medida que amadurece, desenvolve manchas vermelhas na sua parte visível, acabando por ficar vermelho-vivo no outono.
A inflorescência é vistosa na primavera quando está em flor. As icónicas "flores" brancas (na verdade inflorescências reduzidas, ou pseudantos) nascem no início da primavera e estão rodeadas por 4-9 grandes brácteas brancas.
Semelhante à família Asteraceae, o que parece ser uma única flor é, na realidade, um denso aglomerado de pequenas flores individuais suportadas numa inflorescência.  Nesta espécie, a inflorescência é cónica e tem cinco a dez grandes brácteas brancas apontadas por baixo, de modo que, juntamente com as pequenas flores brancas, toda a estrutura é bastante vistosa quando floresce na primavera.  A estrutura cónica desenvolve-se num fruto único e resistente que pode ser transportado pelas águas para espalhar as pequenas sementes, semelhantes a grãos de pimenta.
Para além doss caracteres gerais da família Saururaceae, a famíia tem a seguinte morfologia:
- Ervas perenes, co até 80 cm de altura, estoloníferas, com rizoma rastejante, densamente pubescentes a subglabras.
- Folhas geralmente basais, exceto uma no escapo floral, dimórficas, pinatinervadas, as basais 5-60 cm com pecíolo 2-40 cm; lâmina foliar elíptico-oblonga, 1-25 × 1-12 cm, base cordada a obtusa, ápice arredondado, a lâmina caulinar primária séssil, mais ou menos amplamente ovada, 1-9 × 1-4 cm, apertada na base, ápice arredondado a agudo.
- Caules nodosos, simples, com 1(-2) nós.
- Inflorescências em espiga terminal compacta, cónica, de 1-4 cm, com 4-9 brácteas petalóides basais brancas a avermelhadas, de 5-35 × 5-15 mm, formando um pseudanto.
- Flores 75-150, brancas, pequenas, cada uma com uma bractéola branca orbicular, unguiculada e soldada ao ovário, ausente nas inferiores; estames 6(-8), solitários em relação ao ovário, epígeos, gineceu semi-infinito, paracárpico, carpelos 3(-4), afundados na ráquis, com 4-10 óvulos em cada placenta, estiletes 3.
- Fruto coalescente com a ráquis, em cápsula apicalmente deiscente. Sementes 18-40, castanhas, 1-1,5 × 0,8-1 mm, reticuladas.
- Número cromossómico: 2n = 44.

A espécie é nativa do sudoeste da América do Norte, no noroeste do México e no sudoeste dos Estados Unidos, da Califórnia ao Oklahoma, do Texas ao Kansas e ao Oregon, onde ocorre até aos 2000 m de altitude. Cresce em pântanos parcialmente inundados e alcalinos e nas margens de riachos. Comum em áreas pantanosas costeiras, mais ou menos salinas.
O nome comum yerba mansa encontra-se generalizada na região de distribuição natural da espécie. No seu livro sobre ervas do sudoeste dos Estados Unidos, Jacqueline A. Soule discute o nome comum e considera que yerba mansa é um daqueles nomes que confundem os linguistas. Yerba é a palavra espanhola para erva e, portanto, poder-se-ia pensar que mansa também vem do espanhol, mas todas as indicações apontam para o facto de não ser.  Mansa significa manso, pacífico, calmo em espanhol, e a planta não tem qualquer efeito sedativo, nem a população local alguma vez a utilizou como calmante. O seu principal uso é como antimicrobiano, antibacteriano e antifúngico.  A explicação mais provável é que mansa é uma alteração espanhola da palavra nativa original para a planta, agora perdida nas profundezas do tempo. Karl Theodor Hartweg, que a recolheu plantas em León, Guanajuato em 1837, registou o nome local como yerba del manso. É também conhecida como yerba del manso no norte da Baixa Califórnia. A palavra "manso" poderia ser a abreviatura de "remanso", o que estaria de acordo com as áreas onde a planta se desenvolve.

## Taxonomia
Anemopsis californica foi descrita por (Nutt.) Hook. & Arn. e publicada em The Botany of Captain Beechey's Voyage 390, pl. 92. 1841[1840].
A espécie tem a seguinte sinonímia taxonómica:
- Anemia californica Nutt.
- Anemia intermedia Copel. ex M.E.Jones
- Anemopsis bolanderi C.DC.
- Anemopsis californica var. subglabra Kelso
- Anemopsis ludovicisalvatoris Willk.
- Aponogeton involucratus Sessé & Moc.
- Hemianemia intermedia (Copel. ex M.E. Jones) C.F. Reed
- Houttuynia bolanderi (C.DC.) Benth. & Hook.f.
- Houttuynia californica (Nutt.) Benth. & Hook.f. ex S.Watson[12]

## Etnobotânica

### Medicina tradicional
A espécie é utilizada como antimicrobiano, antibacteriano e para tratar candidíase vaginal.
A Anemopsis californica é utilizada para tratar a inflamação das membranas mucosas, gengivas inchadas e dores de garganta. Uma infusão da raiz pode ser tomada como diurético para tratar doenças reumáticas e para a a gota, livrando o corpo do excesso de ácido úrico, que causa a inflamação dolorosa das articulações. A erva mansa previne a acumulação de cristais de ácido úrico nos rins, que podem causar cálculos renais se não forem tratados. Um pó de raiz seca pode ser polvilhado em áreas infectadas para aliviar o pé de atleta ou assaduras. Nas doenças respiratórias, é utilizada para o catarro, a febre e a constipação. É também utilizada para a flatulência, aftas, postemia, disenteria, problemas de estômago e para purificar o sangue.
A yerba-mansa é versátil. Pode ser tomada por via oral sob a forma de tisanas, tinturas, infusão ou seca sob a forma de cápsulas. Pode ser usada externamente para embeber áreas inflamadas ou infectadas. Pode ser moída e utilizada como pó para polvilhar. Algumas pessoas em Las Cruces, Novo México, usam as folhas para fazer um cataplasmas para aliviar o inchaço muscular e a inflamação. As folhas e raízes também têm sido usadas para curar e desinfetar feridas e chagas.
Em uso externo, a decocção da planta é utilizada para queimaduras, arranhões, hemorragias, pés inchados e doridos. Para remover o veneno da picada de escorpiões ou aranhas, as folhas são torradas e colocadas como cataplasma quente sobre a picada. Para as borbulhas, lavam-se com as folhas cozidas e depois coloca-se um pedaço de folha sobre elas. No caso das borbulhas, utiliza-se a decocção de toda a planta para limpar a zona onde se encontram as borbulhas.
A cura de feridas é o uso mais comum dado a esta espécie. Em Durango, faz-se uma decocção com a planta inteira para lavar a área afetada. Em Baja California e Baja California Sur, a água das folhas fervidas também é utilizada para lavar e depois as folhas secas e em pó são aplicadas na ferida.

### Outros usos
As estruturas florais secas são utilizadas em arranjos secos. As partes secas da planta (folhas, estrutura floral) emitem uma fragrância picante e são utilizadas em potpourri.
Na Califórnia, a yerba-mansa está a ser utilizada como planta ornamental em parques públicos e jardins.